# خشکرود (خوانسار)
خشکرود (خوانسار)، روستایی از توابع بخش مرکزی شهرستان خوانسار در استان اصفهان ایران است.

## جمعیت
این روستا در دهستان گلسار قرار دارد و براساس سرشماری مرکز آمار ایران در سال ۱۳۸۵، جمعیت آن ۲۸۷ نفر (۷۹خانوار) بوده‌است.

## زبان
مردم این روستا به زبان ترکی آذربایجانی سخن می‌گویند.